# Artur Ratajczak
Artur Ratajczak (ur. 18 września 1990 w Gostyniu) – polski siatkarz, grający na pozycji środkowego. 

## Sukcesy klubowe
I liga:
- 2011, 2024[1]
- 2010, 2022[2], 2023[3]

PlusLiga:
- 2015

Puchar Polski:
- 2015

Superpuchar Polski:
- 2015